# Стари надгробни споменици у Церови
Стари надгробни споменици у Церови (Општина Горњи Милановац) представљају важан извор података за проучавање генезе становништва овог насеља. Надгробници се одликују великим варијететом форми.

## Церова
Атар села Церова простире се у централном делу Општине Горњи Милановац. Церова се граничи са селима Шилопај, Мутањ, Заграђе и Давидовица. Село има три засеока: Луковац, Селиште и Доброковац.
Церова се први пут помиње у турским пописима из 15. и 16. века као село Добретићи које припада Острвици. Поред староседелачког, становништво села од половине 18. века чине досељеници из Ужица. Сеоска слава је Бела среда по Тројицама.

### Сеоско гробље
У Церови постоји једно сеоско гробље, чија величина сведочи о некадашњој бројној популацији овог, сада већ готово замрлог села. Најстарији надгробници су у облику псеудостећака - водоравно положених, необрађених, издужених каменова. За њима хронолошки следе мања надгробна обележја у облику четвртастог или заобљеног стуба и разне варијанте крстоликих обележја. Од половине 19. века јавља се тип споменика карактеристичан за простор западне Србије - у облику стуба са каменом „капом”, који преовладава на овом гробљу. За њима следе „пирамидаши”, као и разне варијанте надгробника који су надвишени формом крста.